# 토쿠이 소라
토쿠이 소라(일본어: 徳井 青空 도쿠이 소라[*], 1989년 12월 26일 ~ )는 일본의 여성 성우, 가수, 만화가이다. 지바현 미나미보소시 출신, 부시로드 미디어의 히비키 소속이다.

## 내력
드왕고 크리에이티브 출신. 하네타 치히로와 함께 《애니멜로 신인 오디션》 3기생으로 출연했다.
2009년, 《바이스 서바이브 R》 히메미야 역으로 성우에 데뷔했다. 그해 12월 25일부터 다음해 10월 8일까지 《밀키홈즈 탐정학원 방송실》에 고정 출연을 하고, 2011년에는 메인 이벤트 《미라클 소라나이트~소라, 내습~》을 개최했다. 또, 2011년부터 《오타포케》 지면상에 4컷 만화 《마법소녀 지타쿠 쨩》을 연재하는 등 만화가로서도 활동하고 있다. 그리고 간사이 TV 방송의 실사 드라마 《신화전사 기가제우스》에서는 우에스기 카오리 역으로서 고정 출연을 하고 있다. 성우 유닛 〈밀키홈즈〉의 멤버로 음악 활동이나 버라이어티 방송에도 출연하고 있다. 또, 마작대전방송 《마작최강전 2012》에서는 사회를 맡았으며, 각 시합 개시 전의 징을 울리는 담당인데 매회 '죠죠 서기' 포즈를 한 채로 징을 울린다.

## 인물
2012년 4월에는 출생지인 미나미보소시의 관광대사로 임명되었다.
자타공인 오타쿠로, 신세기 에반게리온을 좋아한다. 특히 소류 아스카 랑그레이의 팬이다. 자신이 메인을 맡은 이벤트 《미라클 소라나이트》에서는 매회 에반게리온 TV판의 부제를 변형하여 이벤트명으로 하였다. 좋아하는 음식은 펩시넥스, 흰쌀밥, 연어, 고기 등. 싫어하는 음식은 삶은 계란, 두부, 토마토 주스 등.
부모님은 가라테 유단자이고, 동생이 있다.
《러브 라이브!》를 계기로 닛타 에미와 함께 활동하는 경우가 많아 서로를 라이벌로 여기고 있다. 둘 다 소년 역할을 원하고 있고, 포켓몬스터 등의 게임에서도 남자 주인공을 고른다. 그 때문인지 현재는 '보쿠소녀'의 역할이 비교적 많다.
별명은 소라마루.

## 출연작품

### TV 애니메이션
2010년
- 탐정 오페라 밀키홈즈(유즈리자키 네로)

2012년
- 탐정 오페라 밀키홈즈 제2막(유즈리자키 네로)
- 로보틱스;노츠(다이토쿠 준나)

2013년
- 러브 라이브!(야자와 니코)

2014년
- 러브 라이브! 2nd Season(야자와 니코)
- 주문은 토끼입니까?(조가 마야)
- 퓨처 카드 버디파이트(나나나 파루코)

2015년
- 주문은_토끼입니까??(조가 마야)
- 경계의 RINNE(미호)
- 퓨처 카드 버디파이트(나나나 파루코)

2017년
- 블렌드s(칸자키 히데리)

### 극장판 애니메이션
2021년
- 극장판 주술회전 0

2024년
- 우마무스메 PRETTY DERBY 새로운 시대의 문 - 티엠 오페라 오

### 게임
2013년
- 러브라이브! 스쿨 아이돌 페스티벌(야자와 니코)
- 러브라이브! 스쿨 아이돌 파라다이스(야자와 니코)

2017년
- 뉴 단간론파 v3 : 모두의 살인 신학기(챠바시라 텐코)